# Tata LPTA 713 TC
Tata LPTA 713 TC — поставляемый в армию индийский среднетоннажный грузовой автомобиль повышенной проходимости производства Tata Motors из семейства Tata LPTA. Серийное производство стартовало в 1999 году для индийской армии, куда было поставлено более 15000 автомобилей.

## Технические характеристики
Военная модель Tata LPTA 713 TC перевозит 2500 кг грузов, снаряжённая масса составляет 5150 кг. Стандартная версия LPTA 713 TC используется как для перевозки грузов так и личного состава. Автомобиль также может буксировать грузовые прицепы не более 5000 кг.
Кабина оборудована только одним пассажирским местом. Сам автомобиль оборудован двигателем Tata Cummins 6BT объёмом 5,88 л, мощностью 125 л. с. при 2500 об/мин, крутящим моментом 500 Н*м при 1500 об/мин, который производится по лицензии Cummins Engine с 1993 года. Трансмиссия — 5-ступенчатая МКПП. В модельный ряд входят санитарные, бронеавтомобили и водовозы (LPTA 715).

## Эксплуатация
Автомобиль Tata LPTA 713 TC поставляется в армии Индии, Афганистана, Непала, Южной Африки и Шри-Ланки.